# QDX
QDX ist ein Sprengstoff aus der Gruppe der Nitramine, der strukturell mit Oktogen verwandt ist. Bei der Herstellung von Oktogen fällt QDX als Nebenprodukt an.

## Gewinnung und Darstellung
QDX kann durch Nitrolyse von Hexamin oder durch Oxidation von 1-Aceto-3,7-dinitro-5-nitroso-1,3,5,7-tetrazacyclooctan mit Salpetersäure oder einer Mischung aus Salpetersäure und Wasserstoffperoxid gewonnen werden.

## Toxikologie
Der Stoff kann sowohl oral, als auch über die Haut aufgenommen werden. Im Tierversuch erzeugte QDX bei Kaninchen und Ratten Schädigungen der Leber, Hypermotilität des Gastrointestinaltrakts und Durchfall.